# Guillaume Alexis
Guillaume Alexis soprannominato il Buon Monaco (XV secolo) monaco benedettino, fu abate di Lyre (La Vieille-Lyre), presso Évreux..

## Biografia
Se ne ignorano le date esatte di nascita e di morte. Nel 1486 egli si recò in pellegrinaggio a Gerusalemme e vi cadde, si dice, vittima della persecuzione ottomana. 
Di lui abbiamo, tra le altre opere, il Blason des fausses amours (Parigi, 1493), raccolta di racconti in versi tenuta in gran considerazione da Jean de La Fontaine.

## Opere
Guillaume Alexis era un poeta dallo stile molto vivace, che la critica moderna lo annovera tra i successori di François Villon.
Di lui sono note le seguenti opere:
- Le Passe-temps de tout homme et de toute femme avec l'A, B, С des doubles (Parigi, Antoine Vérard), in versi, traduzione latina d'un testo attribuito a papa Innocenzo III[1], descrive la storia della vita dell'uomo dalla nascita alla morte.
- Le Grant Blason des faulces amours, (di cui esiste un'editione datata 1529 e pubblicata a Lione da Claude Nourry[2]). Questo poema di centoventisei stanze di dodici versi, è un dialogo tra un gentiluomo e un monaco, che si suppone sia l'autore, il primo prende le difese dell'amore, l'altro se ne fa avversario[1]. Gli argomenti del monaco consistono soprattutto nel denigrare le donne, nella tradizione misogina che Christine de Pizan denuncia nell'introduzione de La Cité des dames. I suoi argomenti sono così convincenti, che il gentiluomo finisce con l'allinearsi all'opinione del monaco. L'opera conobbe una popolarità sufficiente da essere citata in un'altra opera misogina celebre dell'epoca, Les Quinze Joies de mariage e incita un altro autore a redigere un Contro blasone, ove gli stessi argomenti sono questa volta sostenuti da due donne, una dama di corte e una religiosa, la quale finisce con l'avere anche lei l'ultima parola.[1].
- Le Dialogue du Crucifix et du Pèlerin, composto secondo il titolo dell'opera in occasione del pellegrinaggio a Gerusalemme nel 1486 e stampato a Parigi.
- Le Loyer des folles amours, et le Triomphe des Muses contre l'amour, seguito di Quinze joies du mariage
- Le Passe-temps du prieur de Bussy et de son frère le cordelier
- Le Miroir des Moines
- Le Martyrologe des fausses langues et le chapitre général d'icelles tenu au temple de Danger
- Quatre chants royaux qui se trouvent parmi les Palinodies
- Le Débat de l'homme et de la femme, redatto verso il 1461, conobbe almeno sette edizioni diverse tra il 1490 e il 1530[3]